# Мало Гюсто
Мало Гюсто (фр. Malo Gusto; нар. 19 травня 2003, Десін-Шарп'є, Франція) — французький футболіст, захисник англійського клубу «Челсі».

## Клубна кар'єра
Мало — уродженець французької комуни Десін-Шарп'є. Футболом починав займатись у команді «Вільфонтен». Потім, через рік виступів за юнацьку команду «Бургун-Жалє» потрапив до ліонської академії «Олімпіка». Виступав за ліонську команду в Юнацькій Лізі УЄФА сезону 2019/20, провів п'ять зустрічей, переважно виходячи на заміну. Разом із командою дійшов до чвертьфіналу.
Сезон 2020/21 Мало розпочав гравцем другої команди «Олімпіка». Дебютував за неї 29 серпня 2020 поєдинком проти другої команди «Олімпік» (Марсель). Усього за другу команду Мало провів 7 зустрічей.
Починаючи з 2021 року — гравець основної команди. Дебютував у Лізі 1 24 січня 2021 поєдинком проти «Сент-Етьєна», вийшовши на заміну на 90-й хвилині замість Бруно Гімараеса. Загалом у сезоні провів 2 зустрічі.
На початку червня 2021 Гюсто продовжив контракт з «Олімпіком» до 30 червня 2024.
29 січня 2023 року Гюсто став гравцем англійського клубу «Челсі». Сума трансферу склала 30 мільйонів євро. Він залишився в оренді в Ліоні до кінця сезону 2022/23.

## Титули та досягнення
Челсі
- Переможець Ліги конференцій УЄФА: 2025
- Переможець Клубного чемпіонату світу: 2025